# Koraćica
Koraćica (cyr. Кораћица) – wieś w Serbii, w mieście Belgrad, w gminie miejskiej Mladenovac. W 2011 roku liczyła 1989 mieszkańców.